# Xin'anquan
Xin'anquan (kinesiska: 辛安泉, 辛安泉镇) är en köping i Kina. Den ligger i provinsen Shanxi, i den norra delen av landet, omkring 170 kilometer sydost om provinshuvudstaden Taiyuan. Antalet invånare är 12 444. Befolkningen består av 6 121 kvinnor och 6 323 män. Barn under 15 år utgör 20,0 %, vuxna 15-64 år 71 %, och äldre över 65 år 8,0 %.
Genomsnittlig årsnederbörd är 707 millimeter. Den regnigaste månaden är juli, med i genomsnitt 229 mm nederbörd, och den torraste är december, med 5 mm nederbörd.